# Симадзу Ёсихиро
Симадзу Ёсихиро (яп. 島津義弘, 21 августа 1535 — 30 сентября 1619) — японский политический и военный деятель периода Сэнгоку. 17-й глава самурайского рода Симадзу. Участник японских вторжений в Корею 1592—1598 годов. Прозвище — «чёрт Симадзу» (яп. 鬼島津).

## Биография
Симадзу Ёсихиро родился 21 августа 1535 года в посёлке Кагосима, в семье Симадзу Такахисы, губернатора южнояпонской провинции Сацума. Его старшим братом был полководец Симадзу Ёсихиса.
В 1554 году Ёсихиро получил «боевое крещение» в битве с родом Камо, после чего ему был пожалован замок Ивацуруги в провинции Осуми. В ходе расширения владений рода Симадзу на северо-восток он постоянно был на передовой и поочерёдно контролировал крепости Оби и Ино провинции Хюга. В 1568 году Ёсихиро руководил захватом замка Магоси, а в 1571 году принимал участие в бою при Хонтинбару. В 1572 году, командуя тремя сотнями самураев, он разгромил 3-тысячную армию рода Ито в битве при Кидзакибару, которая закрепила права Симадзу на владения провинцией Осуми и южной частью провинции Хюга.
В 1570-1580-х годах Ёсихиро принимал активное участие в покорении острова Кюсю, воюя с могущественными родами Отомо и Рюдзодзи. Он захватил замки Така, Минамата, Ока, Хорикири и другие. Благодаря деятельности Ёсихиро почти весь остров оказался под властью Симадзу. Однако в 1587 году началось завоевание Кюсю объединителем Японии Тоётоми Хидэёси, в ходе которого Ёсихиро и его род были вынуждены капитулировать, признав свою зависимость от Тоётоми. В обмен сам Ёсихиро получил в управление провинцию Осуми.
На протяжении 1592—1598 годов Ёсихиро командовал группой японских армий в ходе войны в Корее. Он отличился в битве при Сачхоне 1598 года, в которой силами 7-тысячного самурайского корпуса защищал местную крепость. В течение месяца Ёсихиро отбил все штурмы 200-тысячной китайско-корейской армии, положив под крепостными стенами 80 тысяч солдат и офицеров противника. За это корейцы прозвали Ёсихиро «демоном Симадзу».
В 1600 году Ёсихиро принимал участие в битве при Сэкигахаре на стороне западной коалиции. Несмотря на поражение союзников, он успешно отступил с поля боя, избрав тактику фронтального прорыва. Во время прорыва отряды Ёсихиро потеряли 70 % личного состава, но разбили основные части армий восточной коалиции и испугали её главу Токугаву Иэясу.
Для спасения клана и княжества старший брат Ёсихиса арестовал своего брата Ёсихиро. В результате переговоров с Токугава Иэясу Ёсихиса сумел добиться прощения для Ёсихиро и для себя лично на условиях, что они оба уйдут в монахи, оставив свое владение сыну Ёсихиро - Тадацунэ. Тадацунэ принес оммаж Иэясу, который позволил ему носить фамилию Мацудайра — родовую фамилию самого Токугавы. Тем самым клан Симадзу сохранил свои позиции на острове Кюсю.
При жизни Ёсихиро считался воинственным и эмоциональным, однако всегда вёл себя благородно. После каждой битвы он вместе хоронил тела погибших союзников и противников, а также возводил в их честь поминальные пагоды. Во время корейского похода Ёсихиро вывез из Кореи местных гончаров и основал школу сацумской керамики. Он был поклонником чайной церемонии и имел чайную посуду Сэна Рикю.
Симадзу Ёсихиро умер 30 августа 1619 года. Он похоронен в монастыре Фукусё-дзи в городе Кагосима. Ёсихиро почитают как синтоистское божество в святилищах префектуры Кагосима.